# Zieten-Kaserne
Die Zieten-Kaserne, benannt nach Hans Joachim von Zieten, war eine Kaserne in Göttingen. Sie lag zunächst auf dem Gebiet von Geismar, seit 1964 ein Ortsteil der Stadt.

## Die Jahre 1936 bis 1945
Die Zieten-Kaserne in Göttingen-Geismar  wurde im Frühjahr 1936 im Rahmen des großangelegten Ausbaus der Wehrmacht in Planung gegeben. Namensgeber ist der preußische Husaren-General Hans Joachim von Zieten (1699–1786), der unter Friedrich dem Großen gedient hatte. Beim Bau wurden weitgehend genormte Gebäudepläne verwendet, die auch bei anderen Kasernenneubauten dieser Jahre genutzt wurden. Daher konnten schon im Juni 1936 die Bauarbeiten an den mehrstöckigen Kasernengebäuden beginnen. Bis zu 1.500 Arbeiter waren auf der Baustelle eingesetzt, so dass bereits am 17. Oktober 1936 das Richtfest stattfinden konnte. Gleichzeitig wurden die Artillerie-Kaserne in Göttingen-Weende und der Flugplatz der Luftwaffe errichtet. Durch diese neuen Kasernen wurde Göttingen, wo bereits seit 1923 das I. Bataillon des 20. Schützen-Regiments der Reichswehr stationiert war, zu einer der größten Garnisonsstädte in Deutschland. In die Zieten-Kaserne zog das Reiter-Regiment 3 aus Stendal ein. Es trug die Tradition des Husarenregiments von Zieten, daher der Name der neuen Anlage. Die ursprüngliche Bezeichnung sollte Kaserne-auf-dem Lohberg sein. Zu dem Komplex gehörten noch das Übungsgelände Kerstlingeröder Feld und ein 1940 fertiggestellter Schießstand im Geismarer Forst.
Kurz vor dem deutschen Überfall auf Polen wurde das Reiter-Regiment 3 planmäßig auf mehrere Infanteriedivisionen aufgeteilt. Dort bildete es die jeweiligen Aufklärungsabteilungen. Ein geschlossener Einsatz der an und für sich veralteten Kavallerie war nie vorgesehen. Durch diese Aufteilung waren Soldaten des Reiter-Regiments in nahezu allen Ländern, die von der Deutschen Wehrmacht angegriffen wurden, eingesetzt. Die Kasernenanlage diente zu Ausbildungs- und Nachschubzwecken. Außerdem befand sich ein Lager für Kriegsgefangene aus der Sowjetunion auf dem Gelände.
Am 8. April 1945 erreichte der Krieg auch das Stadtgebiet von Göttingen, als über Friedland und Rosdorf die ersten Einheiten des 23. US-Infanterie-Regiments in die Stadt eindrangen. Um 13.30 Uhr wurde die Stadt im Amtszimmer des Oberbürgermeisters Albert Gnade an die Amerikaner übergeben. Der Versuch einer SS-Panzer-Formation, die Stadt in der Nacht vom 9. auf den 10. April von Norden aus zurückzuerobern, scheiterte in einem heftigen Gefecht bei Bovenden, das den Krieg für Göttingen beendete. In der Zieten-Kaserne war zu diesem Zeitpunkt das nahezu kampfunfähige, 900 Mann starke „Magenkranken-Bataillon“ stationiert, das nur über ca. 450 Gewehre und ein Maschinengewehr je Kompanie verfügte. Das seit einigen Tagen hier untergebrachte Heereswaffenamt verfügte über ca. 100 Offiziere, Unteroffiziere und Beamte. Die Aufklärungs-Ersatzabteilung 3 war in Richtung „Protektorat Böhmen und Mähren“ abgezogen worden. Von der Zieten-Kaserne ging kein nennenswerter Widerstand gegen die amerikanischen Truppen aus. Bereits am Nachmittag des 8. April 1945 hatten Göttinger Bürger, freigelassene Kriegsgefangene und Zwangsarbeiter damit begonnen, sich in den Proviant-, Kleidungs- und Medikamentenlagern der Zieten-Kaserne mit dem Notwendigsten zu versorgen.

## Besatzungszeit 1945 bis 1957

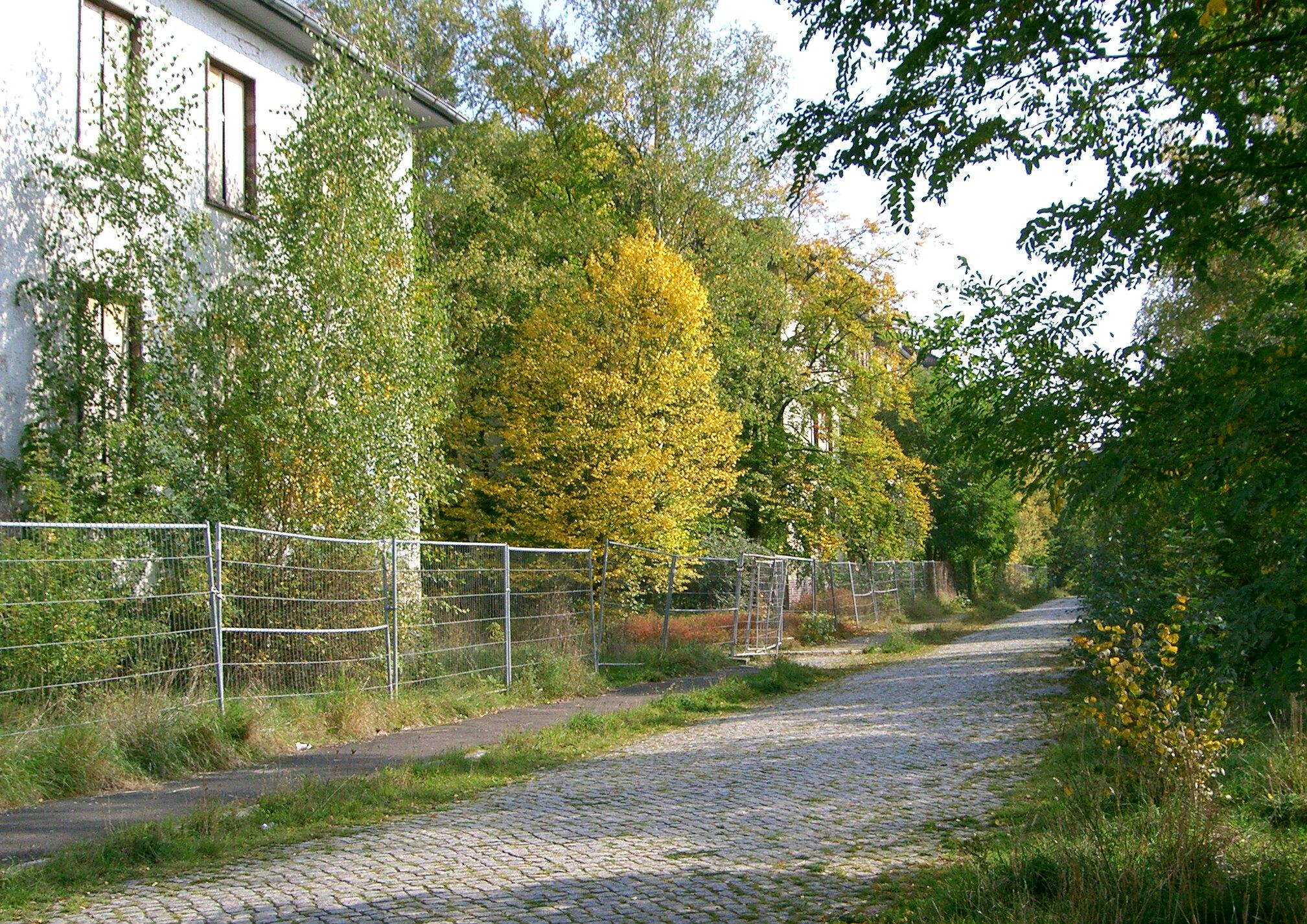
Ehemaliges Sanitäts-Zentrum, 2006

Die Zieten-Kaserne wurde von den amerikanischen Truppen besetzt und von 1945 bis 1947 als Unterkunft genutzt. In dieser Zeit waren auch Teile der norwegischen Deutschland-Brigade (Tysklandsbrigaden) dort stationiert. Auch viele Flüchtlingsfamilien wurden hier notdürftig untergebracht.
Im Sommer 1947 wurde die Kaserne den Briten übergeben, die ihre Truppen dort während der Berlin-Krise deutlich verstärkten. Erst im März 1957 verließ das 1st Bat. The British Border Regiment als letzte britische Einheit die Stadt Göttingen und rückte nach Berlin ab, um dort für viele Jahre einen Teil der alliierten Schutztruppen zu stellen.

## Bundeswehr in Göttingen 1957 bis 1994
Nach der Aufstellung erster militärischer Verbände in der DDR und der Verstärkung der sowjetischen Truppen in der Grenzregion hatten die West-Alliierten den Aufbau des Bundesgrenzschutzes genehmigt und aktiv unterstützt. 1955 erfolgte dann der Beitritt der Bundesrepublik Deutschland zur NATO und 1956 begannen erste Planungen für den Aufbau der Bundeswehr. Bereits im Frühjahr 1957 begannen Verhandlungen mit der Stadt Göttingen, da die Stadt wegen ihrer unmittelbaren Grenzlage und der noch vorhandenen großen Kasernen-Anlagen als Stützpunkt für die Bundeswehr ausgewählt worden war. Am 21. März 1957 räumten die Briten die ersten beiden Kasernenblöcke, um für die ersten Soldaten der Bundeswehr Unterkünfte bereitstellen zu können.

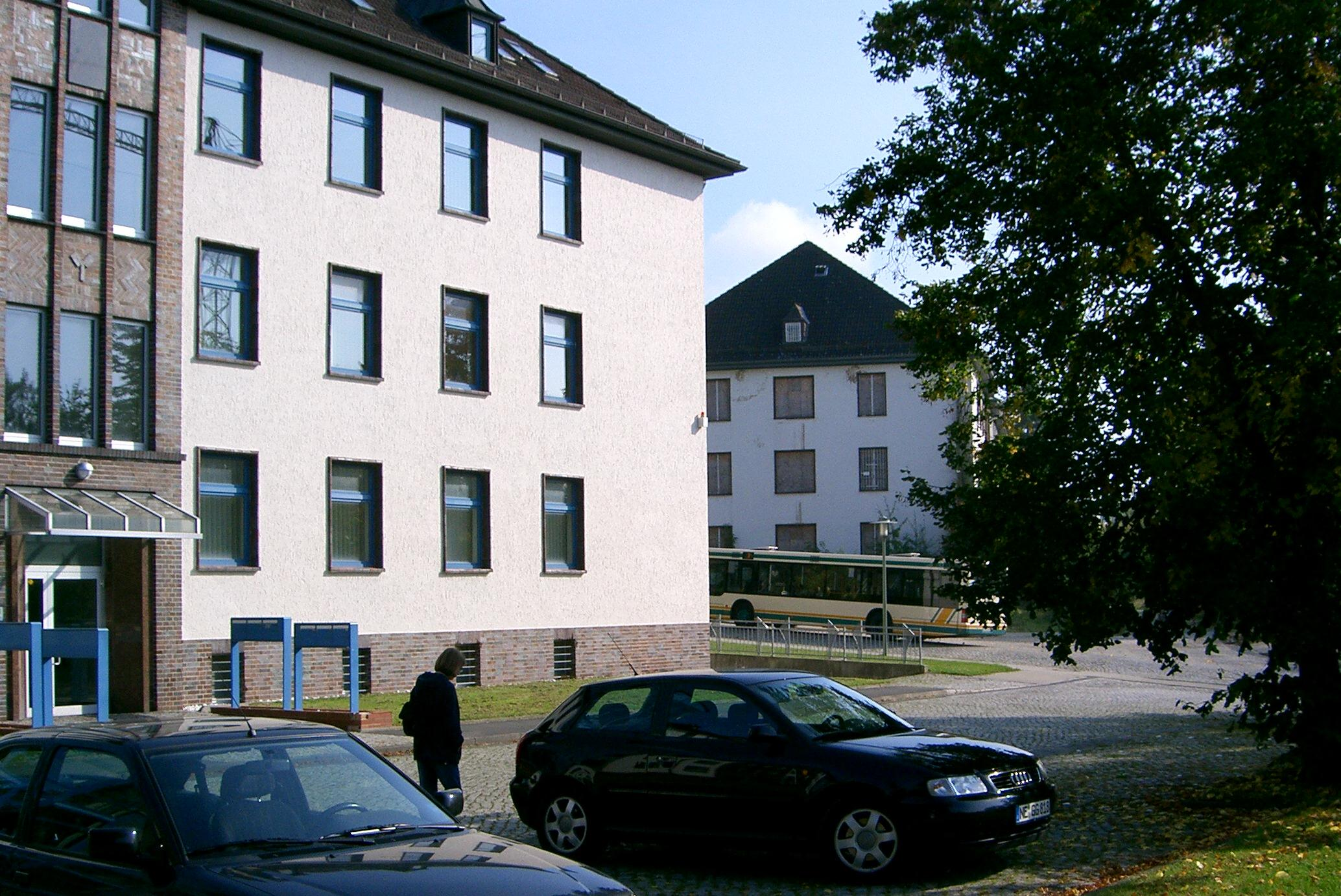
Ehemalige Gebäude der 1. Batterie Panzerartilleriebataillon 45 (2006)

Im April 1957 rückte als erste Bundeswehr-Einheit das Vorkommando der 1. Kp Fernmeldeabt. 711 der Luftwaffe in die Zieten-Kaserne ein. Am 20. Mai folgte dann die komplette Kompanie mit rund 100 Soldaten aus Bückeburg nach und nahm den Dienstbetrieb auf. Am 21. Mai 1957 wurde zum ersten Mal die Bundesdienstflagge in der Zieten-Kaserne gehisst. Bereits im Juni 1957 rückte das Kader des Fla-Bat. 41 nach. Im Dezember 1957 kamen die Vorkommandos der 1. und 4. Kompanie des Grenadier-Bataillons 41 hinzu. Im Januar 1958 wurden die ersten 130 Rekruten eingezogen und am 19. Februar 1958 wurden in der Zieten-Kaserne erstmals Soldaten der Bundeswehr vereidigt.

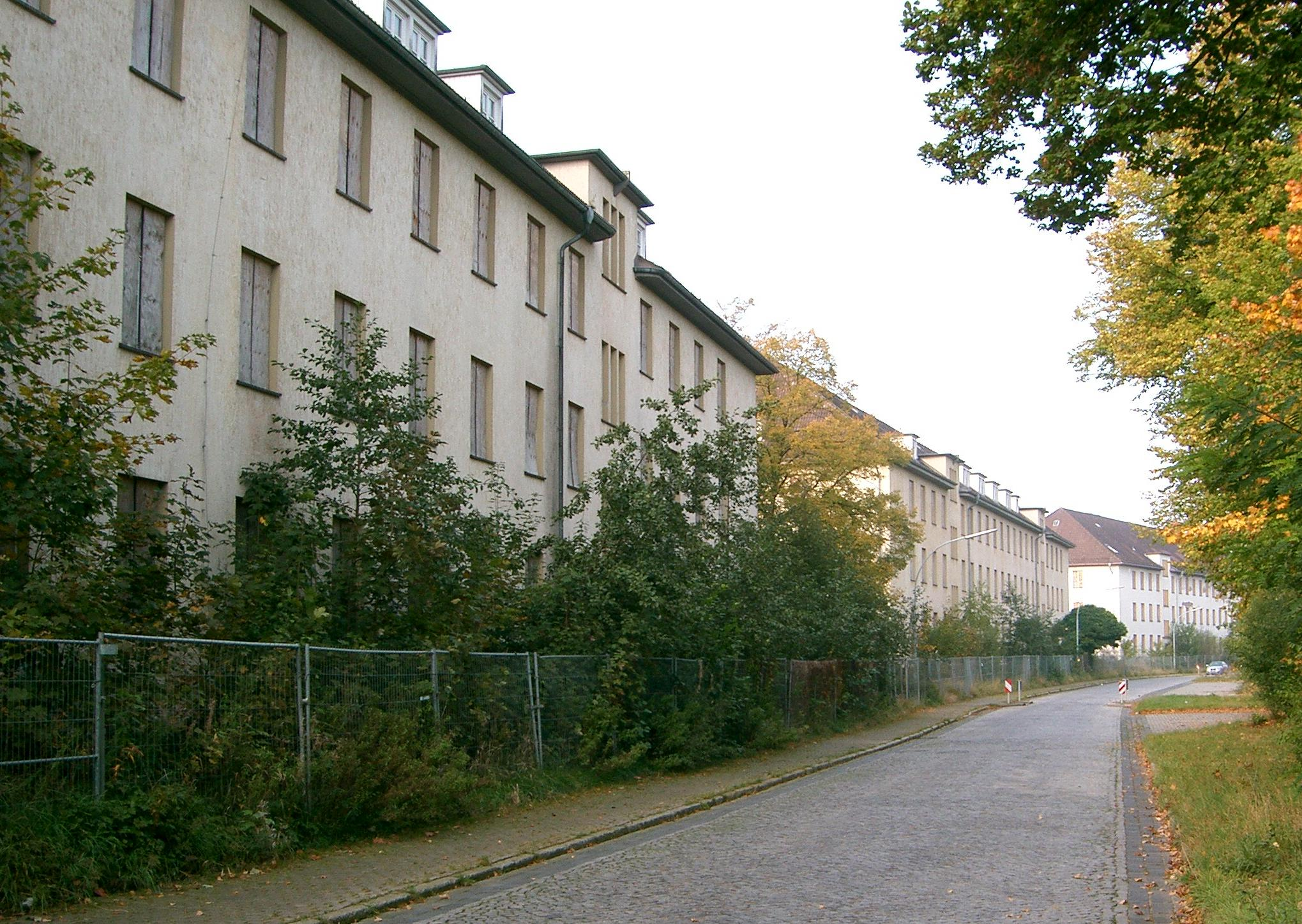
Leerstehende Kasernenblöcke, ehem. PzGrenBtl 43 (2006)

Schon im April 1958 wurde das GrenadierBtl 41 in GrenadierBtl 12 umbenannt und aus der Kampfgruppe A 1 der 1. Grenadier-Division herausgelöst. Gleichzeitig wurde das PanzeraufklärungsBtl 2 aus Kassel in die Zieten-Kaserne verlegt und in GrenadierBtl 62 umbenannt. Zusammen mit der Unterstellung unter die 2. Grenadierdivision in Gießen wurde im Mai 1958 dann auch der Stab der Kampfgruppe C 2 in Göttingen aufgestellt, die sich später zur Panzergrenadierbrigade 4 entwickelt hat. Erster Kommandeur der Kampfgruppe C 2 wurde Oberst Wolf von Baudissin, der das Konzept der „Inneren Führung“ der Bundeswehr und das Leitbild des „Bürgers in Uniform“ entwarf, das die Wehrpflicht der Bundesrepublik Deutschland und die Bundeswehr über 40 Jahre prägte. Im Herbst 1959 wurde die Kampfgruppe C 2 in Panzergrenadierbrigade 4 umbenannt, die bis zu ihrer Auflösung im Jahre 1994 in der Zieten-Kaserne stationiert war. Die Zieten-Kaserne war seit Aufstellung Dienstsitz des Verteidigungskreiskommandos 232 (Göttingen), welches dem Verteidigungsbezirkskommando 23 unterstellt war. Das Verteidigungskreiskommando war für die Territorialverteidigung und die Führung und Unterstützung des AKRO (Arbeitskreis Reserveoffiziere) an der Universität Göttingen zuständig.
Die Soldaten gaben der Kaserne den Spitznamen „Zieten-Ranch“.

## Konversion und Wohngebiet Zieten-Terrassen
Nach der Auflösung des Standortes im Herbst 1993 wurde das Militärgelände bis 2006 zum Wohn- und Gewerbegebiet Zieten-Terrassen umgenutzt und ausgebaut. In diese Zeit dienten einige der Gebäude zur Unterbringung von Geflüchteten aus dem Bürgerkrieg in Jugoslawien. Heute sind die Terrassen weitgehend eine Wohnsiedlung; die Fahrzeughallen wurden nahezu vollständig abgerissen. Nahezu alle älteren Kasernen-Blocks wurden in den Jahren bis 2006 aufwändig saniert und in hochwertige Wohnquartiere umgewandelt. Die Nähe zum Göttinger Wald einschließlich des früheren Truppenübungsgeländes auf dem Kerstlingeröder Feld trägt zu ihrer Attraktivität bei. Zudem wurde auf dem Kasernengelände die Fakultät Naturwissenschaften und Technik der HAWK Hochschule Hildesheim/Holzminden/Göttingen angesiedelt, welche sich der ingenieurwissenschaftlichen Lehre und Forschung widmet.
Viele Straßen des Geländes wurden nach Pazifistinnen (Bertha von Suttner, Alva Myrdal), Widerstandskämpferinnen gegen den Nationalsozialismus (Grete Henry-Hermann) oder nach dem Attentat vom 20. Juli 1944 und an dessen Vorbereitungen beteiligten Persönlichkeiten (wie Julius Leber und Erwin von Witzleben) benannt.